# Geneeskundige inspectie voor de geestelijke volksgezondheid
De Geneeskundige inspectie voor de geestelijke volksgezondheid was een Nederlandse overheidsinstelling en onderdeel van het Ministerie van Volksgezondheid. Viel het toezicht op de 'krankzinnigenzorg' tot 1947 nog krachtens de Krankzinnigenwet van 1884 onder het Ministerie van Binnenlandse Zaken, in 1947 werd dit overgedragen aan het ministerie van Sociale Zaken, afdeling Volksgezondheid. In 1956 werd de inspectie die toezag op naleving omgevormd tot een Geneeskundige Inspectie, een positie die in 1961 nog werd versterkt met een Koninklijk Besluit. In 1995 ging de inspectie op in de Inspectie voor de Gezondheidszorg.

## Voetnoot
1. ↑  25 februari 1961, Ned.T.Geneesk. 105.I.8 (pdf)